# Tramwaje w Czeriomuszkach
Tramwaje w Czeriomuszkach – system komunikacji tramwajowej w rosyjskiej miejscowości Czeriomuszki w republice Chakasji.

## Historia
Realizacja zapory i elektrowni wodnej w Czeriomuszkach na Jeniseju wymusiła dowóz materiałów budowlanych z oddalonego o ok. 40 km Sajanogorska. W związku z tym poprowadzono jednotorową, niezelektryfikowaną linię kolejową z miasta na plac budowy. Po zakończeniu budowy zapory postanowiono rozebrać linię kolejową, pozostawiając ostatni odcinek o długości 5,5 km, który miał zostać zelektryfikowany i służyć jako darmowy, zakładowy tramwaj. Ostatecznie linię tramwajową otwarto 18 maja 1991.

## Linia
Linia jest jednotorowa bez mijanki, a jedyna zwrotnica znajdująca się na trasie prowadzi do trzystanowiskowej hali zajezdni. Na linii jeździ jeden wagon co godzinę. W porach zmian na zaporze kursują dwa wagony jeden za drugim. Czas przejazdu w jedną stronę wynosi 15 minut.

## Tabor
Wagony eksploatowane w Czeriomuszkach to tramwaje dwukierunkowe LM-68M (71-88G) o numerach od 1 do 6 produkcji zakładów PTMZ w Sankt Petersburgu.
| Zdjęcie        | Typ            | Liczba |
| -------------- | -------------- | ------ |
|                | 71-88G         | 6      |
| Łączna liczba: | Łączna liczba: | 6      |